# Stazione di Rovato FN
La stazione di Rovato FN (dal 1911 fino al 1919, Rovato Ferrovia, poi, fino al 2019, Rovato Borgo) è la stazione ferroviaria capolinea della linea proveniente da Bornato, tronco residuo della linea Cremona-Iseo. Sorge nei pressi della piazza antistante la stazione di Rovato della ferrovia Milano-Venezia, alla quale è collegata da un raccordo.
È gestita da Ferrovienord (FN).

## Storia

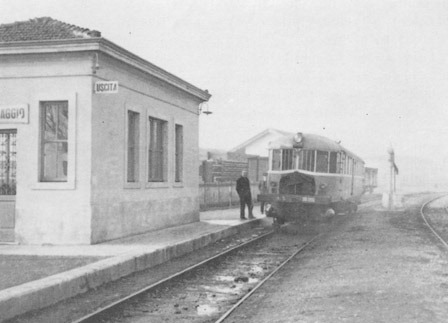
Treno per Cremona nel 1956

La stazione fu inaugurata il 3 settembre 1911 e aperta all'esercizio il giorno seguente contestualmente alla tratta Iseo-Rovato, la cui concessione era in carico alla Società Nazionale Ferrovie e Tramvie (SNFT). All'inizio ebbe il nome di Rovato Ferrovia, che fu sostituito da Rovato Borgo nel giugno 1919.
Nel 1932, all'attivazione della tratta Soncino-Rovato che completava la ferrovia Cremona-Iseo, l'impianto divenne stazione passante; di conseguenza, fu dotato di un nuovo piazzale binari, a est del precedente, di un sottopassaggio a collegamento dei due piazzali e di un fabbricato a protezione dell'ingresso di quest'ultimo.
Nel secondo dopoguerra, per poter accedere ai finanziamenti statali, la società esercente si vide costretta a sopprimere la linea per Cremona nel 1956. La stazione ritornò dunque di testa e fu utilizzata per il traffico passeggeri solo lungo la direttrice Rovato-Iseo.
Dal 1975, quando il traffico passeggeri sulla Bornato-Rovato fu sospeso, fino al giugno 2010 la stazione fu utilizzata solo come scalo merci e come deposito dei rotabili prima delle SNFT e poi delle Ferrovie Nord Milano Esercizio (FNME). Nel novembre 2009 fu costruito un nuovo marciapiede a servizio dei binari di raccordo con l'impianto di Rete Ferroviaria Italiana e, a partire dal 13 giugno 2010, fu riattivato il servizio passeggeri sulla tratta Rovato-Bornato, con alcuni treni prolungati a Iseo. A causa della scarsa affluenza, il servizio fu soppresso il 9 dicembre 2018.
Nel 2020, il fabbricato viaggiatori divenne sede di alcune associazioni culturali senza scopo di lucro.
Il 13 febbraio 2025 presso la stazione fu presentato al pubblico il primo Alstom Coradia iLint di Trenord assieme alla nuova rimessa, costruita nel corso dei due anni precedenti. L'edificio è anche dotato delle strutture necessarie alla produzione e allo stoccaggio dell'idrogeno necessario ad alimentare i nuovi treni.
Il 4 aprile dello stesso anno, dopo tre anni di lavori, fu attivato il nuovo piazzale binari e il raccordo con il nuovo impianto di manutenzione dei veicoli alimentati a idrogeno.

## Strutture e impianti

### Fabbricato viaggiatori

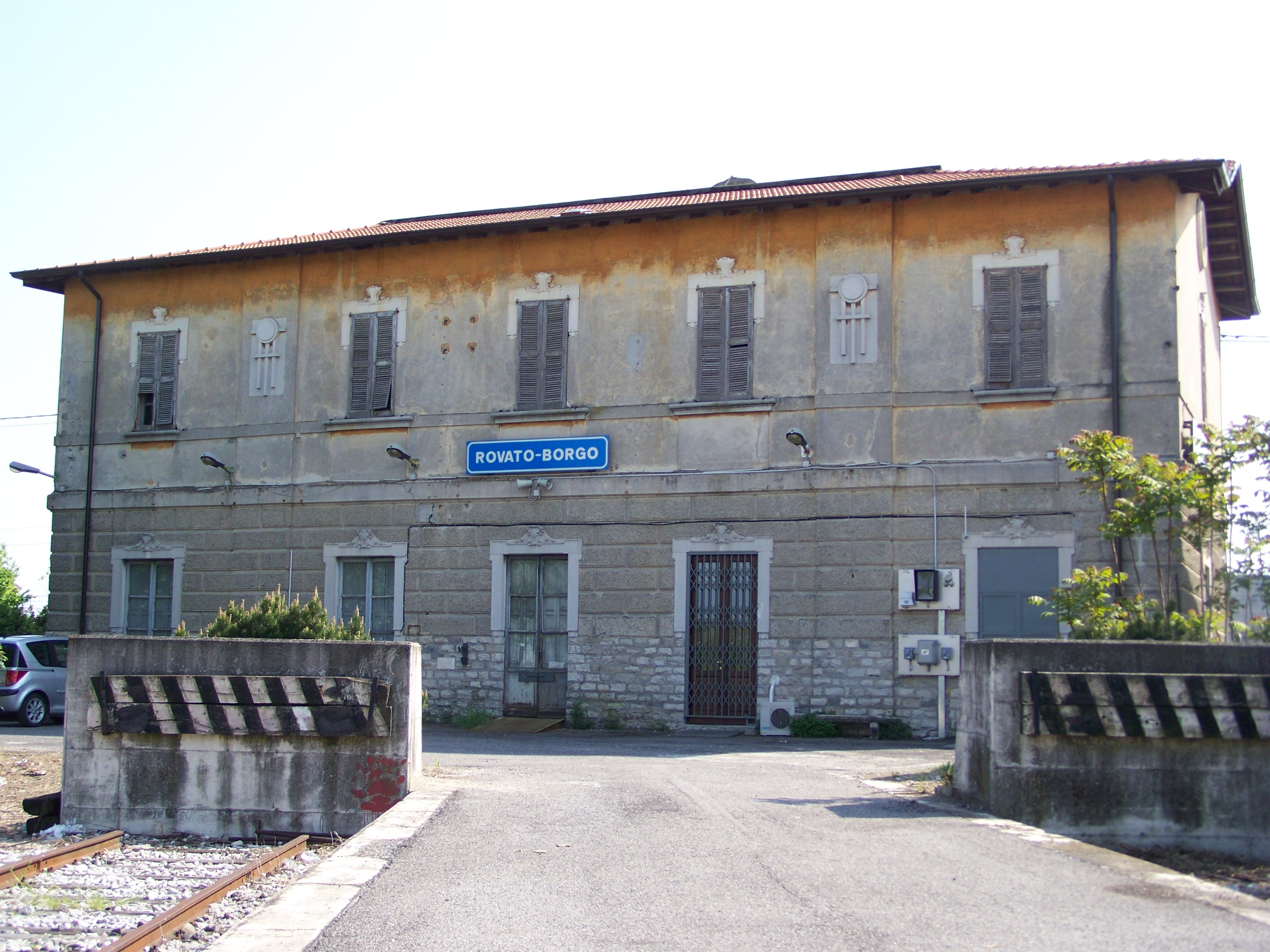
Interno della stazione nel 2008

Il fabbricato viaggiatori si presenta con una facciata in stile liberty, diverso da quello adottato per le stazioni secondarie di prima classe del gruppo di linee appartenute alla SNFT, e risulta in stato di abbandono. Sul frontone svetta il simbolo della Società Nazionale Ferrovie e Tramvie, l'anno di edificazione del fabbricato (1911) e le scritte "Rovato-Cremona" e "Rovato-Iseo-Edolo".
Accanto al fabbricato viaggiatori sorge una Velostazione: Una struttura destinata al parcheggio delle biciclette utilizzabile solo da utenti provvisti della carta Io Viaggio di Trenord.

### Piazzale binari (1932-2025)

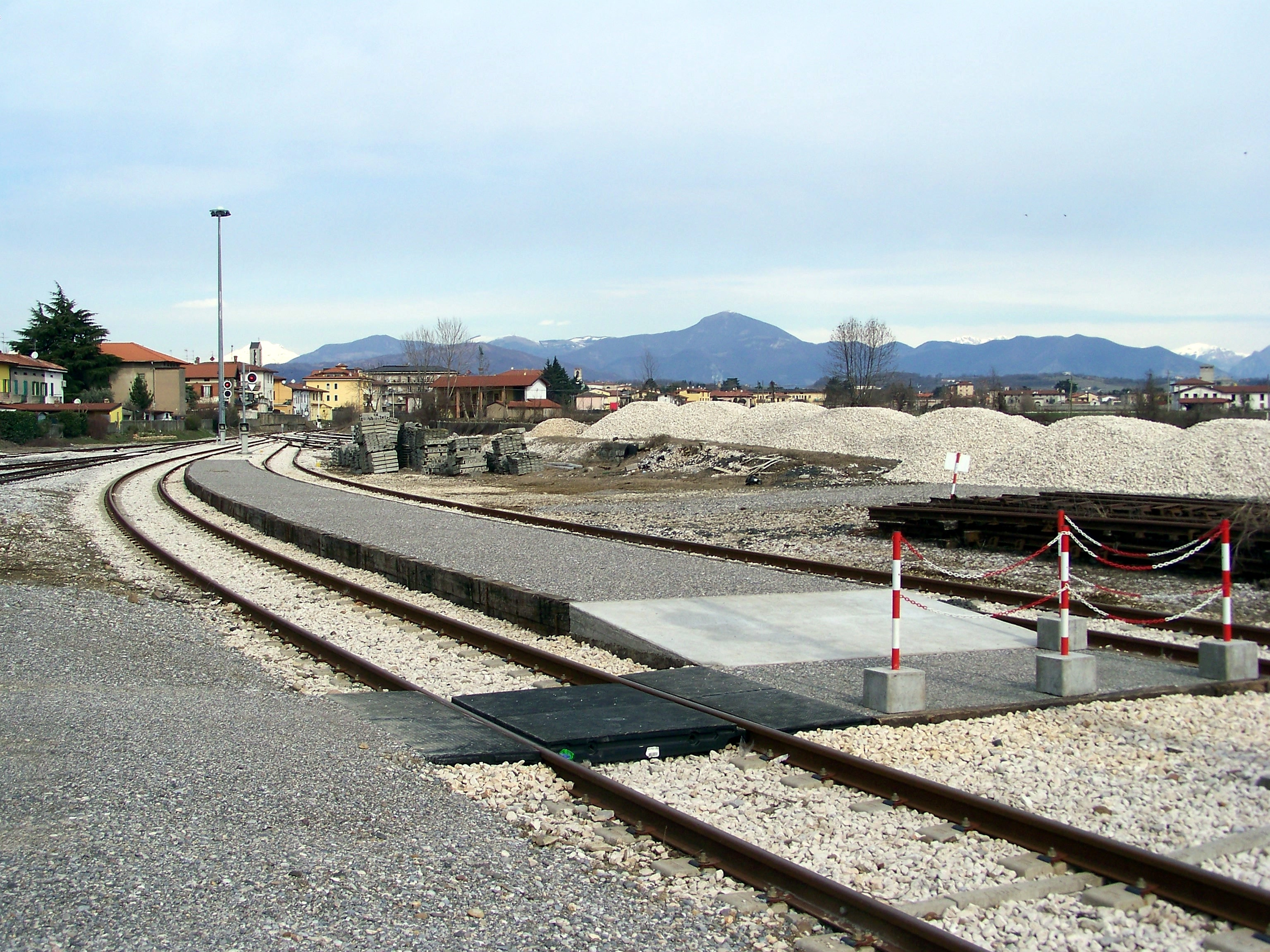
La banchina realizzata nel 2009

Con l'apertura della Rovato-Soncino (1932), la struttura presentava due piazzali binari:
- quello originario, concepito per le esigenze del 1911, di testa quindi con binari tronchi;
- quello concepito per l'impiego sulla nuova linea il quale era dotato di binari passanti ed era posto più ad est del precedente.

In seguito, il secondo piazzale fu privato della prosecuzione per Soncino e risultò formato da sei binari tronchi, impiegati per la sosta del materiale rotabile a disposizione delle società che si sono succedute nella gestione del servizio passeggeri: SNFT, FNME, LeNord e Trenord. Le banchine e il piccolo fabbricato viaggiatori, già impiegato come sala d'attesa per i viaggiatori della Cremona-Iseo, erano stati nel frattempo rimossi.
Il primo piazzale era dotato di due binari, serviti un'unica banchina, specifici per il traffico passeggeri: il primo binario era lungo 141 m, mentre il secondo era lungo 71 m. Un terzo binario, anch'esso lungo 71 m, era adibito al ricovero dei convogli.
Fra i due piazzali era posizionato il raccordo con la zona merci della stazione di Rovato della rete statale, composto da due binari che si congiungono poco dopo il passaggio a livello sulla strada comunale la quale separa i fabbricati viaggiatori delle due stazioni ferroviarie. Nel novembre 2009 al centro dei due binari di raccordo fu costruita una nuova banchina atta al servizio passeggeri. Questo nuovo piazzale fu impiegato dai treni del servizio locale per Bornato-Calino e Iseo tra giugno 2010 e dicembre 2018.
Originariamente Rovato Borgo era dotata di una rimessa locomotive con piattaforma girevole e da uno scalo merci, composta da magazzino e piano caricatore.

### Piazzale binari del 2025

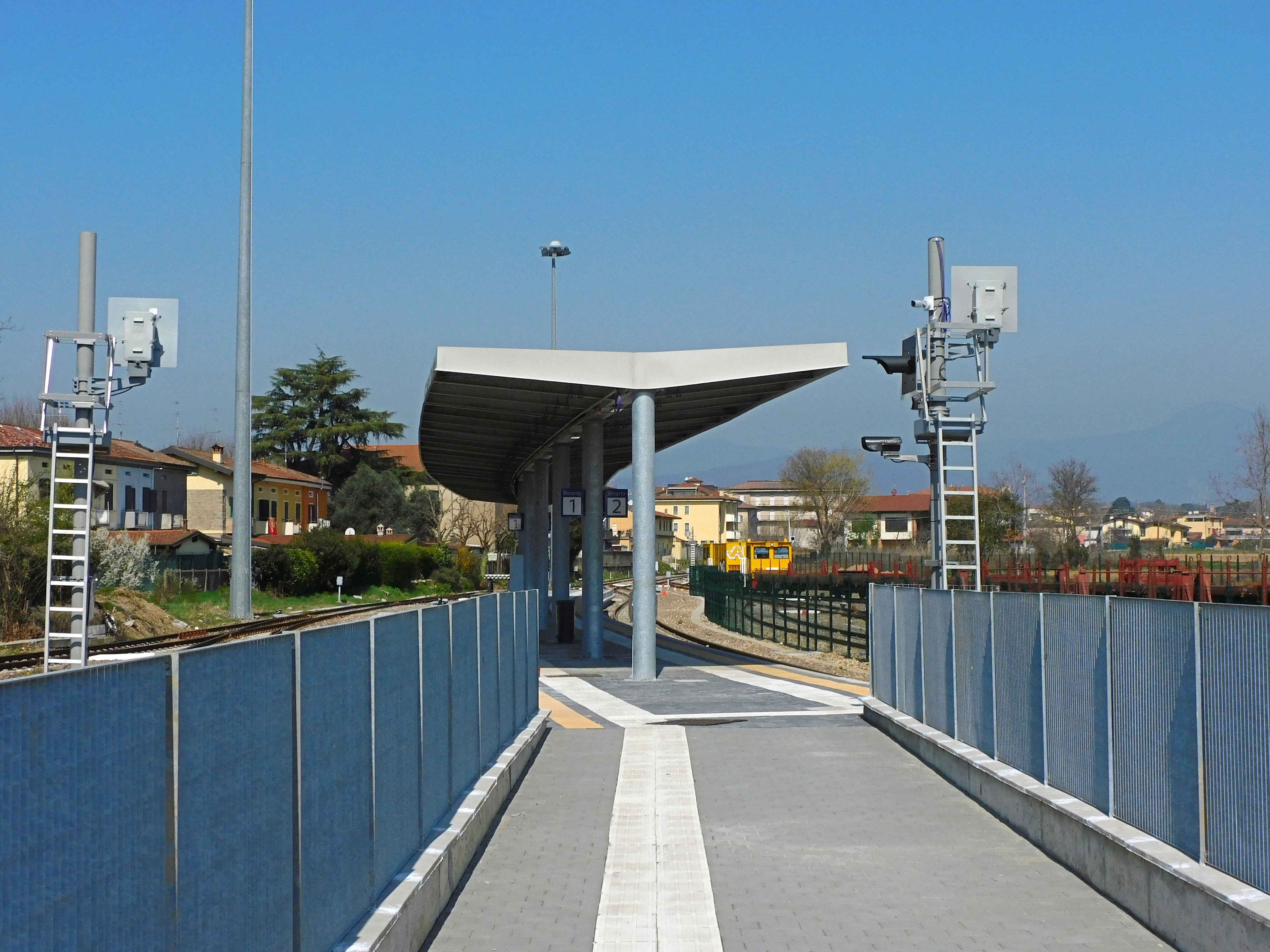
Il piazzale viaggiatori del marzo 2025

Il piazzale fu rinnovato a seguito dei lavori di costruzione del nuovo impianto di manutenzione dei veicoli alimentati a idrogeno.
In asse al fabbricato viaggiatori, presso il piazzale del 1911, sono presenti due binari di scalo lunghi rispettivamente 75 m e 80 m. Il fascio adibito al servizio passeggeri è composto da due binari, numerati: il primo è di scalo, lungo 106 m, mentre il secondo prosegue come raccordo con la stazione di Rovato. Il binario di raccordo con il nuovo impianto di manutenzione è invece lungo 140 m. Il fascio passeggeri è servito da un'unica banchina a servizio di entrambi i binari, lunga 100 m, e protetta da una pensilina.

## Movimento

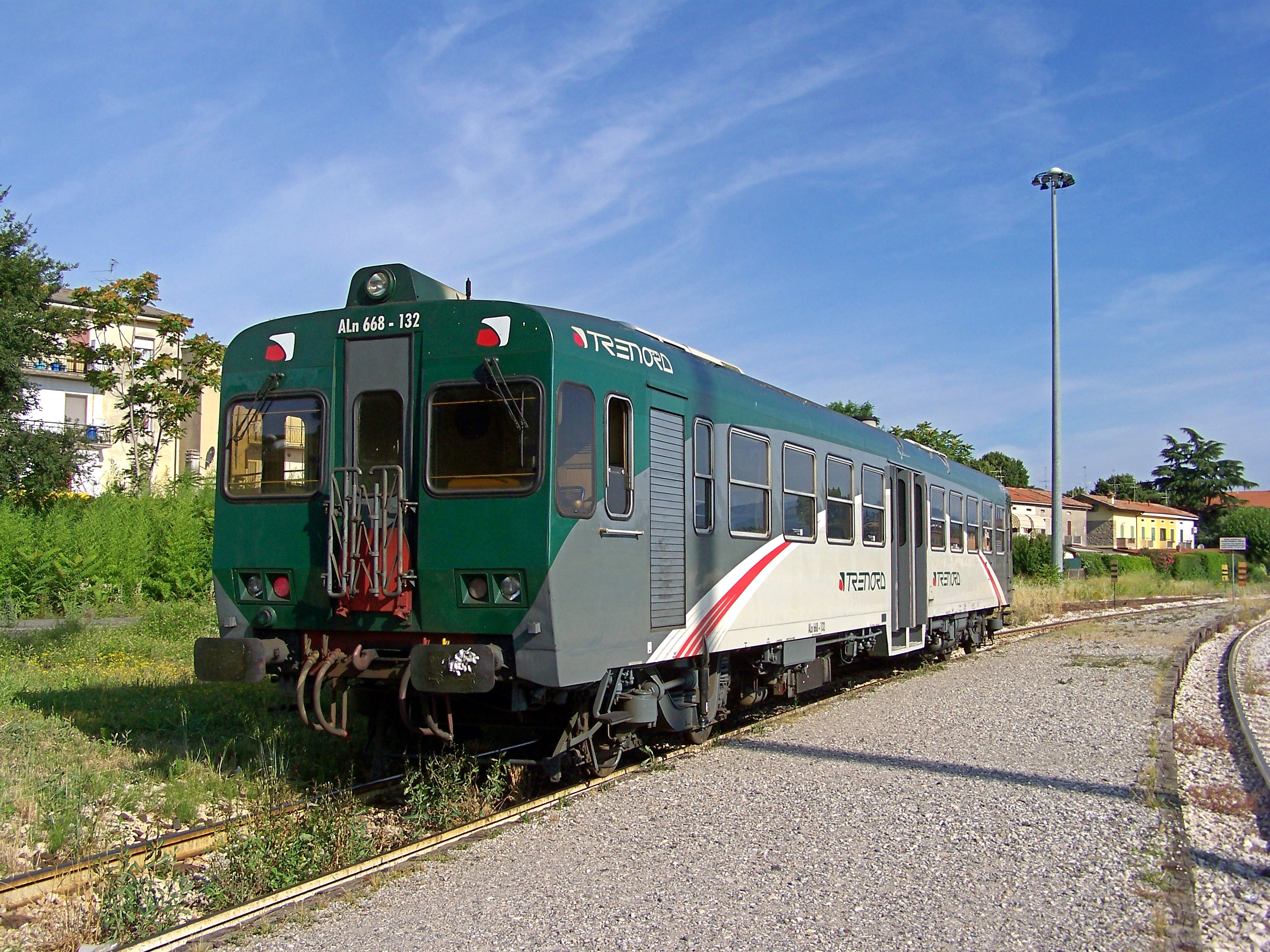
L'ALn 668.132 di Trenord nel 2018

Soppresso il servizio regionale Iseo-Bornato-Rovato Borgo, svolto da Trenord nell'ambito del contratto di servizio stipulato con la Regione Lombardia, la stazione è servita solo dalle corse turistiche dell'«Iseo Express», organizzato da FTI - Ferrovie Turistiche Italiane e dalla Fondazione FS.

## Interscambi
- Stazione/Fermata ferroviaria (Rovato RFI)